# 熊本県道228号戸島熊本線
熊本県道228号戸島熊本線（くまもとけんどう228ごう としまくまもとせん）は、熊本県熊本市東区から熊本市中央区に至る一般県道である。

## 概要

### 路線データ
- 起点：熊本市東区戸島1丁目（戸島三差路交差点、熊本県道235号益城菊陽線交点）
- 終点：熊本市中央区水前寺公園（熊本県道28号熊本高森線交点）

## 地理

### 通過する自治体
- 熊本市（東区 - 中央区）

### 交差する道路
| 交差する道路            | 市町村名 | 市町村名 | 交差する場所  | 交差する場所            |
| ----------------------- | -------- | -------- | ------------- | ----------------------- |
| 熊本県道235号益城菊陽線 | 熊本市   | 東区     | 戸島1丁目     | 戸島三差路交差点 / 起点 |
| 熊本県道232号小池竜田線 | 熊本市   | 中央区   | 小峯2丁目     | 小峯2丁目交差点         |
| 国道57号                | 熊本市   | 中央区   | 上水前寺2丁目 | 上水前寺交差点          |
| 熊本県道28号熊本高森線  | 熊本市   | 中央区   | 水前寺公園    | 終点                    |

### 沿線
- 熊本都市バス小峯営業所
- 熊本市水前寺競技場
- 熊本競輪場
- 熊本県警察本部
- 熊本県庁
- 水前寺公園
- 熊本市立砂取小学校